# Піщана галька
«Піщана галька» (інша назва «Канонерка») (англ. The Sand Pebbles) — американський воєнний фільм 1966 року, створений режисером Робертом Вайзом за однойменним романом Річарда Маккенни. У головних ролях Стів Макквін, Кендіс Берген, Річард Аттенборо та Еммануель Арсан. Дія відбувається у 1920-ті роки під час громадянської війни в Китаї.

## Сюжет
1926 рік. Петті-офіцер I класу Джек Холман служить на американській канонерці «Сан-Пабло», яка патрулює ріку Янцзи в охопленому громадянською війною Китаї. У Шанхаї він знайомиться з білою вчителькою Ширлі, але скоро вони розлучаються, бо вона їде в провінцію працювати в християнській місії на озері Дунтін.
На «Сан-Пабло», яку матроси жартома називають «Піщана галька», Джекові важко знайти спільну мову із суворим капітаном Коллінзом та з партією місцевих кулі, які обслуговують корабель, з одним із яких, По-Ханом, йому все ж вдається потоваришувати. У Чанша, розташованому на притоці Янцзи Сянцзяні, другий його приятель, Френчі, закохується в дівчину-китаянку Майлі, і Джек допомагає йому викрасти її з дому розпусти, де її збираються виставити на аукціон.
Френчі й Майлі одружуються. Тим часом націоналісти по звірячому вбивають захопленого в порту По-Хана. Френчі, який таємно навідує дружину, помирає від раптової хвороби, а вагітна Майлі змушена рятуватися від розлюченого натовпу, що звинувачує її в колабораціонізмі. Революційна китайська влада затіває провокацію проти Джека, звинувативши його у вбивстві зниклої Майлі, але капітан заблокованої в порту канонерки відмовляється його видати.
Настає березень 1927 року, вода у річці Сянцзян прибуває, а екіпажу «Сан Пабло» стає відомо про Нанкінський інцидент. З великими втратами американським морякам вдається прорватися з боєм через озеро Дунтін, щоб евакуювати місіонерів, яким загрожує різанина. Джекові вдається врятувати Ширлі, та це коштує життя йому самому.

## У ролях
| Актор                            | Роль            |
| -------------------------------- | --------------- |
| Стів Макквін                     | Джек Холман     |
| Кендіс Берген                    | Ширлі Еккарт    |
| Річард Аттенборо                 | Френчі Бергойн  |
| Еммануель Арсан (Марайя Андріан) | Майлі           |
| Річард Кренна                    | капітан Коллінз |
| Мако                             | По-Хан          |
| Джеймс Хонг                      | Віктор Шу       |

## Історична основа
Прототипом канонерського човна «Сан-Пабло» стали кораблі Патрульного загону Янцзи ВМС США, який діяв у 1854—1949 роках. У описуваний час вони являли собою озброєні пароплави типу «Елькано» або «Вільялобос», захоплені на Філіппінах у ході іспансько-американської війни 1898 року, які мали більші розміри, довжину близько 50 і ширину близько 8 метрів, а також потужніше озброєння з чотирьох 100-мм корабельних гармат, двох дрібних гармат та кількох ручних 7,62-мм кулеметів Браунінга. У ряді західних кінознавчих видань прототипом «Сан-Пабло» помилково називається ще більший (довжина 58 м, ширина 8,8 м) канонерський човен «Панай», який насправді розпочав службу лише у вересні 1928 року, у листопаді 1937 року евакуював американську дипломатичну місію з Нанкіна і місяць потому був потоплений японською військовою авіацією.

## Нагороди та номінації
Оскар
Номінації:
- Найкращий фільм (Роберт Вайз).
- Найкращий актор (Стів Макквін).
- Найкращий актор другого плану (Мако).
- Найкраща музика до фільму (Джеррі Голдсміт).
- Найкращий оператор (Джозеф МакДональд).
- Найкращий художник-постановник (Борис Левен).
- Найкращий монтаж (Вільям Рейнольдс).
- Найкращий звук (Джеймс Коркоран)[3].

Золотий глобус
Нагороди:
- Найкращий актор другого плану (Річард Аттенборо).

Номінації:
- Найкращий драматичний фільм.
- Найкращий режисер (Роберт Вайз)
- Найкращий актор в драматичному фільмі (Стів Макквін).
- Найкращий актор другого плану (Мако).
- Найкращий дебют (Кендіс Берген).
- Найкраща музика до фільму (Джеррі Голдсміт).